# Rienza
La Rienza (en allemand : Rienz) est une rivière du Haut-Adige (Italie), de 90 km de long environ, et un affluent de l'Isarco, donc un sous-affluent de l'Adige.

## Géographie
La Rienza prend sa source dans les Dolomites ampezzanes au sud de Dobbiaco (allemand :Toblach). Il débouche dans les environs de cette localité dans le Val Pusteria et se jette dans l'Isarco  à Bressanone (Brixen).
La principale localité traversée dans sa descente est Brunico (Bruneck).

## Affluents
Ses principaux affluents sont le torrent Aurino (allemand :Ahr) (Valle Aurina), le Rio Gadera (Val Badia), le Rio Fundres (Val di Fundres) et la Gran Ega.